# Potorous platyops
Potorous platyops là một loài động vật có vú trong họ Potoroidae, bộ Hai răng cửa. Loài này được Gould mô tả năm 1844.